# رامین ایراهیمف
رامین ایراهیمف (ترکی آذربایجانی: Ramin İbrahimov؛ زادهٔ ۲ ژوئیهٔ ۱۹۷۸) جودوکار پارالمپیک اهل جمهوری آذربایجان است. او موفق شد در بازی‌های پارالمپیک تابستانی ۲۰۱۲ به مقام اول برسد.

## زندگی
رامین ایراهیمف در ۲ ژوئن سال ۱۹۷۸ در شهر ایجوان جمهوری شوروی سوسیالیستی ارمنستان متولد شد.

## جایزه‌ها
به دستور الهام علی‌اف، رئیس‌جمهوری آذربایجان، مورخ ۱۶ فوریه سال ۲۰۱۱ به رامین ایراهیمف نشان ترقی اهدا شد.
به پایه دستور الهام علی‌اف، رئیس‌جمهور آذربایجان، به تاریخ ۶ سپتامبر سال ۲۰۲۱، ازرامین ایراهیمف در پاس دست‌آوردهایش در بازی‌های پارالمپیک تابستانی ۲۰۲۰ و خدمتاش به پیشرفت ورزش آذربایجان با اهدای دیپلم افتخاری ریاست جمهوری آذربایجان تقدیر شد.